# Trofeo de Campeones de la Superliga Argentina
O Trofeo de Campeones de la Superliga Argentina (em português: "Troféu de Campeões da Superliga Argentina") foi uma competição oficial de futebol entre clubes da Argentina, organizada pela Superliga Argentina de Futebol (SAF). O torneio era disputado pelos clubes campeões da Superliga Argentina (Primera División) e da Copa da Superliga Argentina em curso.
A competição pretendia ser anual, mas foi descontinuada (junto com a Copa da Superliga) depois que a Associação do Futebol Argentino (AFA) dissolveu a SAF em 2020. A primeira e única edição da competição ocorreu no final de 2019. 
O Trofeo de Campeones foi sucedido pelo Trofeo de Campeones de la Liga Profesional, organizado pela AFA através da Liga Profissional de Futebol (Liga Profesional de Fútbol).

## Regulamento
O Trofeo de Campeones da Superliga foi disputado em partida única, em campo neutro, determinado pela Superliga Argentina, entre os clubes campões da Superliga Argentina e Copa da Superliga. Em caso de igualdade no tempo normal, prorrogação e, persistindo o empate, disputa por pênaltis. O troféu possui caráter oficial.

## História
A primeira e única edição foi disputada entre Racing, campeão da Superliga Argentina de 2018–19, e Tigre, campeão da Copa da Superliga Argentina de 2019, no dia 14 de dezembro de 2019 no estádio José María Minella em Mar del Plata.
A segunda edição do torneio, que tinha o pré-classificado Boca Juniors como campeão da Superliga Argentina de 2019–20, foi cancelada junto com a Copa da Superliga Argentina de 2020 por conta da pandemia de COVID-19 na Argentina, e também como resultado da dissolução da SAF, entidade organizadora.

## Edições
| Ano  | Campeão | Placar(es) | Vice-campeão | Local                                                               | Ref.  |
| ---- | ------- | ---------- | ------------ | ------------------------------------------------------------------- | ----- |
| 2019 | Racing  | 2 – 0      | Tigre        | Estádio José María Minella Mar del Plata, Província de Buenos Aires | [ 8 ] |